# Chainaz-les-Frasses
Chainaz-les-Frasses és un municipi francès situat al departament de l'Alta Savoia i a la regió d'Alvèrnia-Roine-Alps. L'any 2007 tenia 586 habitants.

## Demografia

### Població
El 2007 la població de fet de Chainaz-les-Frasses era de 586 persones. Hi havia 200 famílies de les quals 36 eren unipersonals (24 homes vivint sols i 12 dones vivint soles), 48 parelles sense fills, 104 parelles amb fills i 12 famílies monoparentals amb fills.
La població ha evolucionat segons el següent gràfic:
Habitants censats

### Habitatges
El 2007 hi havia 228 habitatges, 202 eren l'habitatge principal de la família, 15 eren segones residències i 11 estaven desocupats. 214 eren cases i 13 eren apartaments. Dels 202 habitatges principals, 183 estaven ocupats pels seus propietaris i 19 estaven llogats i ocupats pels llogaters; 12 tenien dues cambres, 15 en tenien tres, 40 en tenien quatre i 135 en tenien cinc o més. 199 habitatges disposaven pel capbaix d'una plaça de pàrquing. A 69 habitatges hi havia un automòbil i a 124 n'hi havia dos o més.

### Piràmide de població
La piràmide de població per edats i sexe el 2009 era:
| Homes | Edats   | Dones |
| ----- | ------- | ----- |
| 0     | 95 o +  | 0     |
| 0     | 90 a 94 | 0     |
| 0     | 85 a 89 | 0     |
| 4     | 80 a 84 | 4     |
| 8     | 75 a 79 | 12    |
| 8     | 70 a 74 | 8     |
| 8     | 65 a 69 | 8     |
| 4     | 60 a 64 | 4     |
| 8     | 55 a 59 | 8     |
| 4     | 50 a 54 | 4     |
| 28    | 45 a 49 | 16    |
| 8     | 40 a 44 | 28    |
| 56    | 35 a 39 | 24    |
| 28    | 30 a 34 | 36    |
| 8     | 25 a 29 | 8     |
| 8     | 20 a 24 | 4     |
| 8     | 15 a 19 | 8     |
| 24    | 10 a 14 | 28    |
| 60    | 5 a 9   | 28    |
| 20    | 0 a 4   | 24    |

## Economia
El 2007 la població en edat de treballar era de 371 persones, 280 eren actives i 91 eren inactives. De les 280 persones actives 267 estaven ocupades (148 homes i 119 dones) i 13 estaven aturades (6 homes i 7 dones). De les 91 persones inactives 26 estaven jubilades, 34 estaven estudiant i 31 estaven classificades com a «altres inactius».

### Ingressos
El 2009 a Chainaz-les-Frasses hi havia 202 unitats fiscals que integraven 607 persones, la mediana anual d'ingressos fiscals per persona era de 20.681 €.

### Activitats econòmiques
Dels 26 establiments que hi havia el 2007, 1 era d'una empresa alimentària, 1 d'una empresa de fabricació d'altres productes industrials, 8 d'empreses de construcció, 5 d'empreses de comerç i reparació d'automòbils, 1 d'una empresa de transport, 1 d'una empresa d'informació i comunicació, 1 d'una empresa financera, 1 d'una empresa immobiliària, 3 d'empreses de serveis, 1 d'una entitat de l'administració pública i 3 d'empreses classificades com a «altres activitats de serveis».
Dels 7 establiments de servei als particulars que hi havia el 2009, 1 era un taller de reparació d'automòbils i de material agrícola, 1 paleta, 2 fusteries, 2 lampisteries i 1 perruqueria.
Dels 2 establiments comercials que hi havia el 2009, 1 era una botiga de menys de 120 m² i 1 una botiga de mobles.
L'any 2000 a Chainaz-les-Frasses hi havia 10 explotacions agrícoles que ocupaven un total de 270 hectàrees.

## Equipaments sanitaris i escolars
El 2009 hi havia una escola elemental.

## Poblacions més properes
El següent diagrama mostra les poblacions més properes.